# Gaszowice (Silezië)
Gaszowice (Duits: Gaschowitz) is een dorp in het Poolse woiwodschap Silezië, in het district Rybnicki. De plaats maakt deel uit van de gemeente Gaszowice en telt 950 inwoners.
Een van de woonkernen is Czernica, waar componist Henryk Górecki is geboren.